# 달빛프린스
《달빛프린스》는 2013년 1월 22일부터 2013년 3월 12일까지 방송되었던 연예정보 프로그램이다.

## 기획 의도
누군가의 인생에 영향을 준 의미있는 책을 읽고 우리네 사는 이야기를 공유함으로써 조금 더 생각하고 공유하며 사람과 사람이 서로를 더 이해할 수 있도록 돕고자 한다.

## 역대 게스트
- 1회 : 이서진
- 2회 : 김수로
- 3회 : 이보영
- 4회 : 우지원, 하하, 문희준, 정용화
- 5회 : 이재룡, 이훈
- 6회 : 유인나, 한선화
- 7회 : 이영자, 김완선, 김숙, 권진영
- 8회 : 2AM (진운, 창민), 김태우

## 오늘의 추천도서
역대 게스트가 선정한 책
- 1회 : 황석영의 개밥바라기 별
- 2회 : 세익스피어의 리어왕
- 3회 : 프랑수아 를로르의 꾸뻬씨의 행복여행
- 4회 : 이노우에 다케히코의 만화 슬램덩크
- 5회 : E.B 화이트의 샬롯의 거미줄
- 6회 : 박성우의 난 빨강
- 7회 : 장 자끄 상뻬의 얼굴 빨개지는 아이
- 8회 : 스티븐 하비의 내 남자 사용법

## 시청률
최저 시청률과 최고 시청률은 시청률 조사회사와 지역별로 시청률에 차이가 있을 수 있습니다.
| 회차  | 방송일   | 시청률     | 시청률    |
| 회차  | 방송일   | TNmS(전국) | AGB(전국) |
| ----- | -------- | ---------- | --------- |
| 제1회 | 1월 22일 | 6.0%       | 5.7%      |
| 제2회 | 1월 29일 | 5.1%       | 4.7%      |
| 제3회 | 2월 5일  | 4.6%       | 4.2%      |
| 제4회 | 2월 12일 | 3.9%       | 3.4%      |
| 제5회 | 2월 19일 | 4.3%       | 3.5%      |
| 제6회 | 2월 26일 | 4.0%       | 3.1%      |
| 제7회 | 3월 5일  | 5.2%       | 4.8%      |
| 제8회 | 3월 12일 | 4.2%       | 3.3%      |